# Les suplicants (Èsquil)

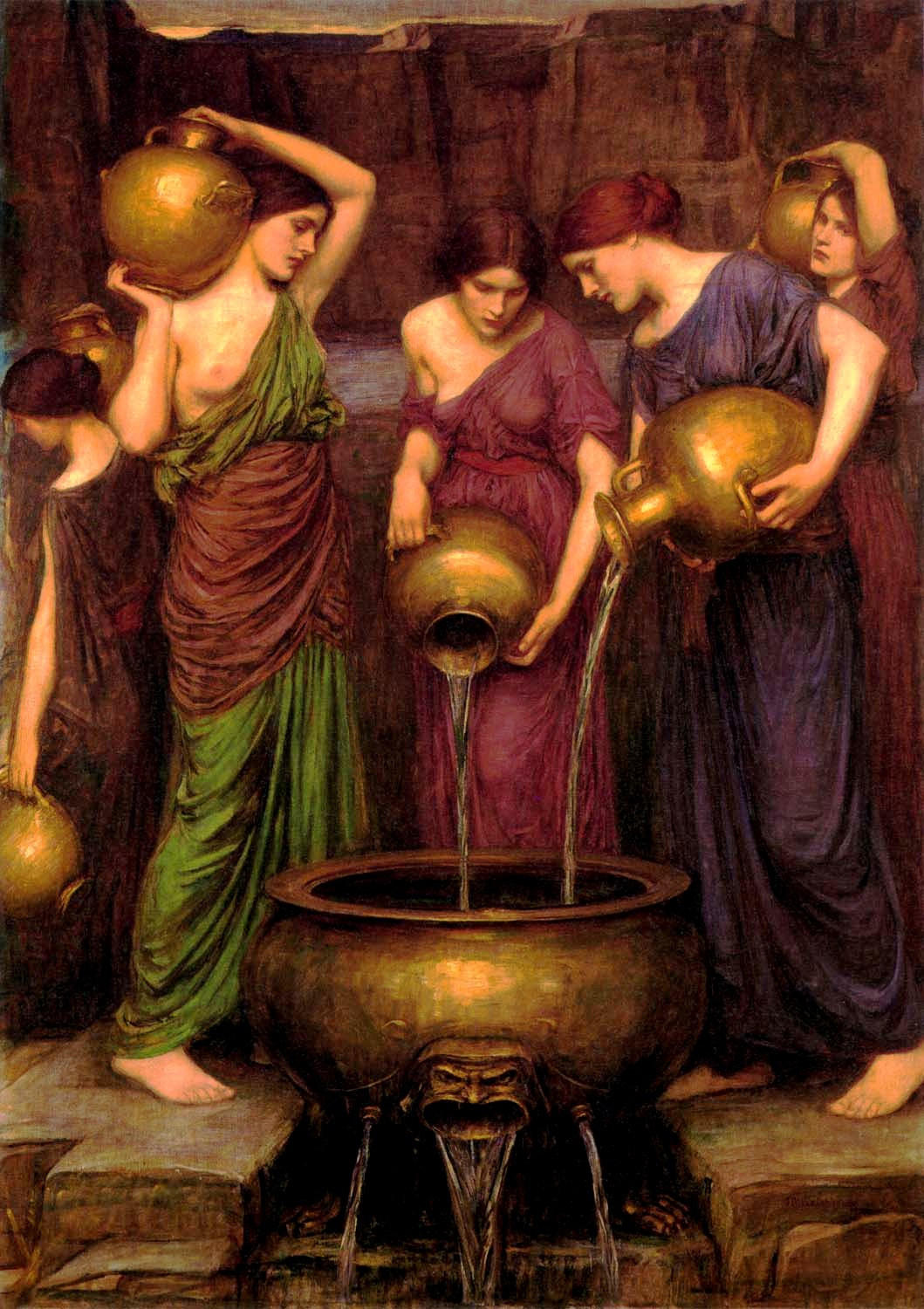
Les danaides, John William Waterhouse, 1903

Les suplicants (en grec Ικέτιδες) és una tragèdia d'Èsquil datada al voltant del 466 i 463 aC.

## Personatges
- Cor de danaides
- Dànau
- Pelasg

## Argument

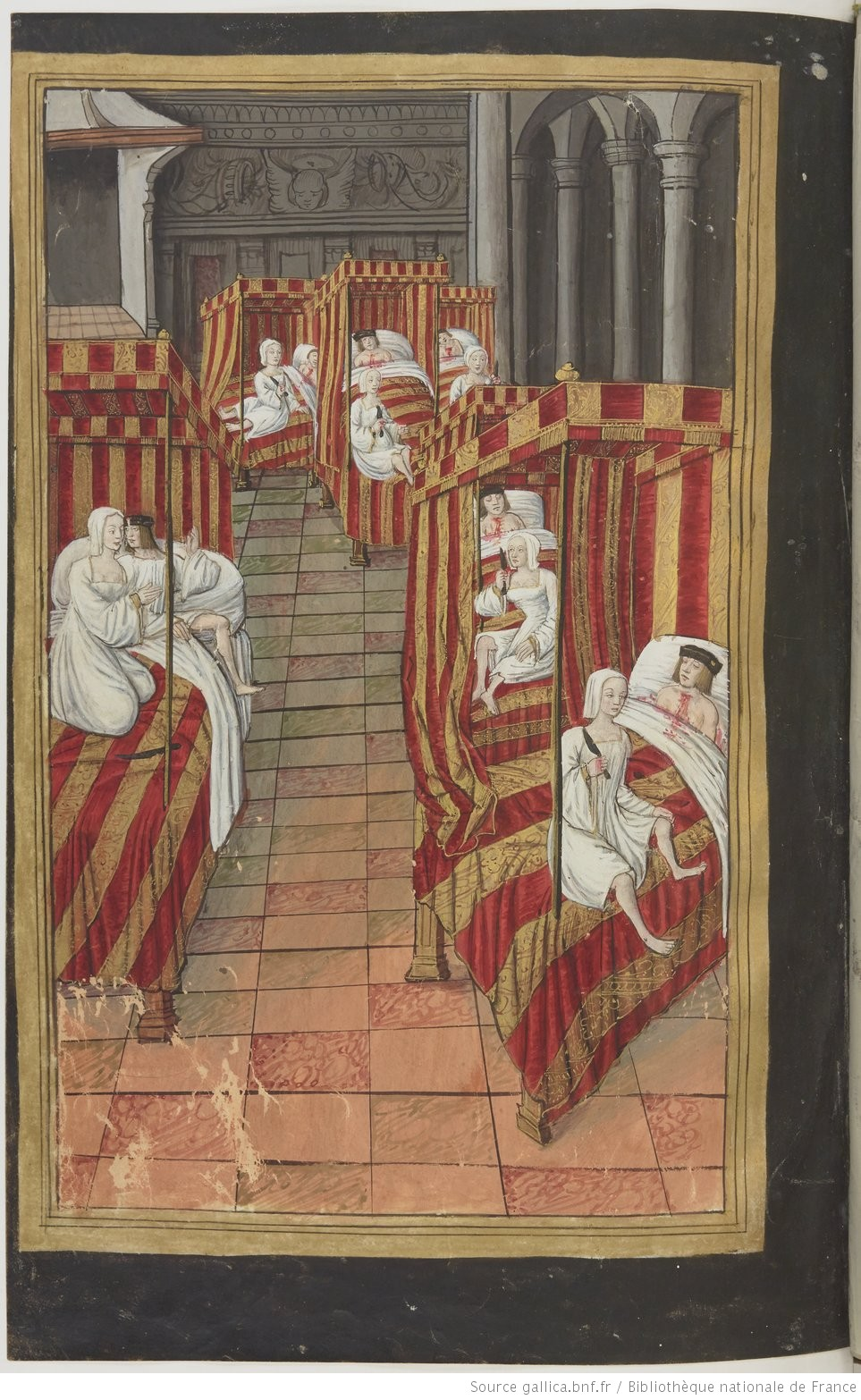
Les danaides matant els seus marits, miniatura de Robinet Testard

Les danaides, filles de Dànau, conduïdes pel seu pare, han arribat a Argos fugint dels fills del rei Egipte, que pretenien obligar-les a casar-s'hi. Un cop a Argos, es fan suplicants de Zeus, llur ascendent, refugiant-se en el seu altar. També invoquen la protecció d'Hèlios, d'Apol·lo i de Posidó.
Les suplicants temen ser forçades pels seus perseguidors i supliquen pel dret a no ser lliurades a qui elles no volen i a disposar del seu propi cos davant la violència masculina.
Des de l'altar estant, les danaides expliquen a Pelasg, rei d'Argos, la seva genealogia: Io fou una argiva que, transformada en vaca, arribà errant a la regió del delta del Nil i allà engendrà Èpaf, després de ser seduïda per Zeus. Èpaf fou pare de Líbia, i ella mare de Belos. Dànau i Egipte foren fills de Belos. Dànau tingué 50 filles, que són les danaides, i Egipte, uns altres 50 fills. També amenacen de suïcidar-se en les estàtues dels déus que hi ha a l'altar.
Pelasg s'interessa per llur demanda d'asil, però ha de jutjar la possibilitat d'entrar en guerra amb Egipte per protegir les suplicants.
El rei consulta el poble, que decideix protegir-les. En l'escena, es dona la notícia de l'entrada d'un vaixell egipci l'herald del qual increpa les danaides i el rei, argumentant el seu dret sobre les danaides per emportar-se-les al seu país. Amenaça amb la guerra contra Pelasg si no accedeix a donar-les-hi. Pelasg s'hi nega, bo i acollint les suplicants, atès que és un deure envers els déus i un deure envers els seus ciutadans que així li ho han demanat.